# 궁둥해면체근
궁둥해면체근(ischiocavernosus muscle), 또는 좌골해면체근은 샅 표면 바로 아래에 있는 근육으로 남성과 여성 모두에 존재한다. 오래된 문헌에서는 'erectores penis', 'erector clitoridis' 등으로도 불렸다.

## 구조
남성의 경우는 음경다리, 여성의 경우는 음핵다리 뒤에 있는 궁둥뼈결절의 안쪽 표면과, 음경다리 양쪽의 두덩뼈 아래가지와 궁둥뼈에서 힘줄과 힘살로 이루어진 근육 섬유로 시작된다.
이 지점에서 일어난 근육 섬유는 음경다리 (또는 음핵다리)의 측면과 아랫면에 닿는 널힘줄로 끝난다.

### 신경 분포
샅신경 깊은가지가 분포한다.

### 혈액 공급
샅동맥이 혈액을 공급한다.

## 기능
남성에서는 발기된 음경을 안정시키고 여성에서는 오르가슴 동안 질을 긴장시키는 데 도움이 된다. 궁둥해면체근은 남성에서는 음경다리를, 여성에서는 음핵다리를 압박한다. 또한 정맥을 통한 혈액의 환류를 지연시켜 음경과 음핵의 발기를 유지시키는 역할을 한다.

## 추가 이미지
위키미디어 공용에 궁둥해면체근 관련 미디어 분류가 있습니다.

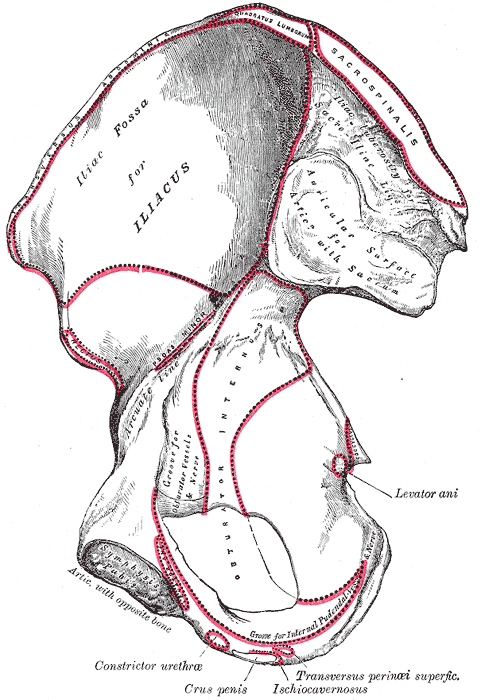
오른쪽 볼기뼈 안쪽면.
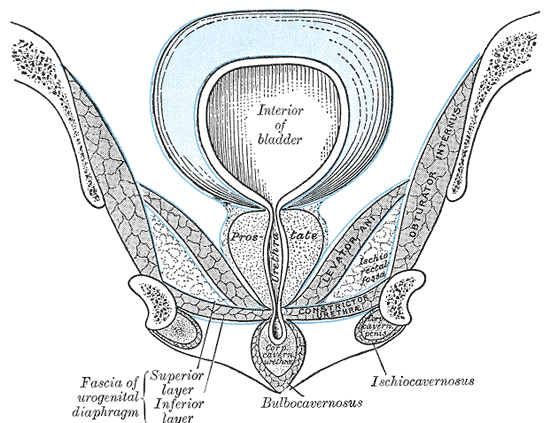
두덩활을 통해 골반 앞쪽 부분을 관상면으로 자른 그림. 앞에서 본 그림.
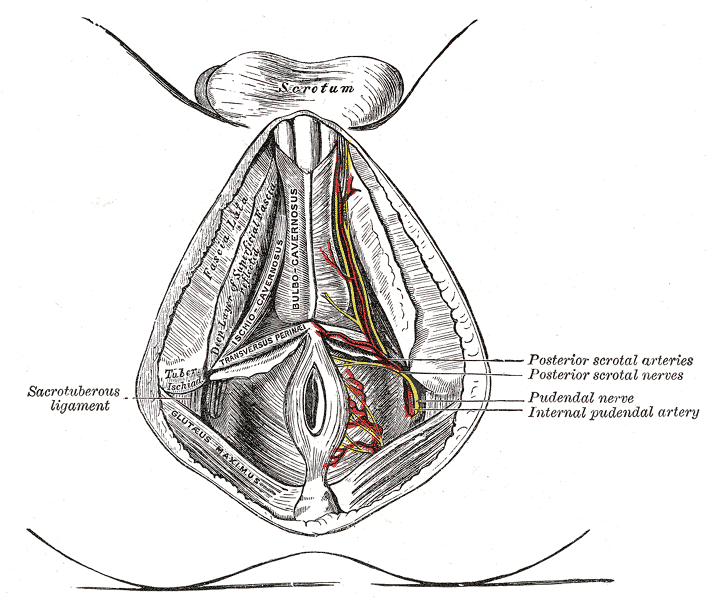
속음부동맥의 얕은 가지들을 나타낸 그림.

## 참고 문헌
이 문서는 현재 퍼블릭 도메인에 속하는 그레이 해부학 제20판(1918) page 428의 내용을 기초로 작성된 글이 포함되어 있습니다.
1. ↑  Maclean, Allan; Reid, Wendy (2011). 〈40〉.   Shaw, Robert. 《Gynaecology》. Edinburgh New York: Churchill Livingstone/Elsevier. 599–612쪽. ISBN 978-0-7020-3120-5; Access provided by the University of Pittsburgh
2. 1 2 3 4 5  “Ischiocavernosus muscle” (영어). 2022년 2월 25일에 확인함.
3. ↑  Schumacher, James (2019년 1월 1일). 〈Chapter 61 - Penis and Prepuce〉.   Auer, Jörg A.; Stick, John A.; Kümmerle, Jan M.; Prange, Timo. 《Equine Surgery (Fifth Edition)》 (영어). W.B. Saunders. 1034–1064쪽. ISBN 978-0-323-48420-6.